# Comités Tixier-Vignancour
Les Comités Tixier-Vignancour (également appelés Comités TV et abrégés CTV) sont un mouvement politique français d’extrême droite fondé par Jean-Louis Tixier-Vignancour en vue de l’élection présidentielle de 1965. 
À l’issue de celle-ci, lors de laquelle Tixier-Vignancour obtient 5,2 % des voix, les Comités TV deviennent le parti Alliance républicaine pour les libertés et le progrès (ARLP), qui n’obtient pas de succès et disparaît vers 1974.

## Historique

### Débuts

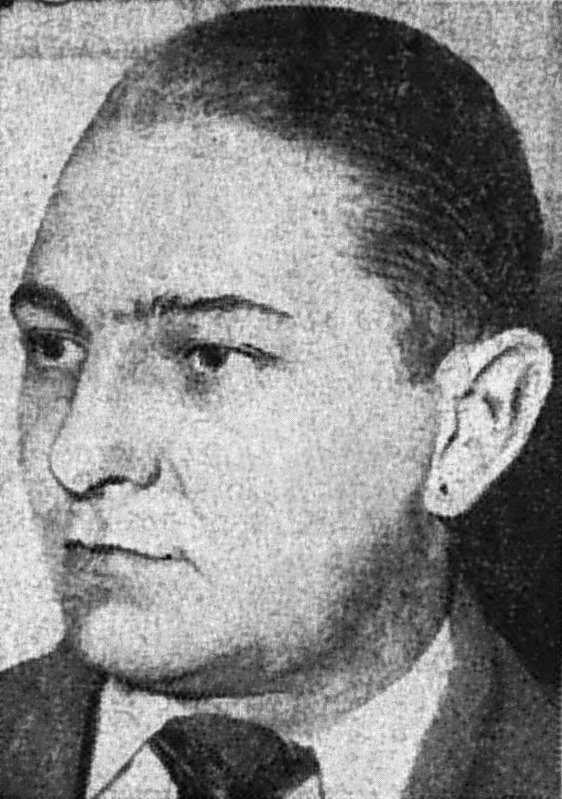
Jean-Louis Tixier-Vignancour (ici en 1938), fondateur des Comités portant son nom, candidat à l’élection présidentielle de 1965.

Officieuse depuis l’année précédente, la formation paraît dans le Journal officiel du 17 juillet 1964, sous le nom d’« Association pour le soutien de la candidature d'opposition nationale à la présidence de la République ». Elle est couramment appelée « Comités Tixier-Vignancour » (Comités TV), du nom de son fondateur, l’avocat d’extrême droite Jean-Louis Tixier-Vignancour.
Dès leur création, l’ancien député Jean-Marie Le Pen est secrétaire général des Comités TV et assure la fonction de directeur de campagne de Jean-Louis Tixier-Vignancour pour l'élection présidentielle de 1965. D’autres anciens parlementaires (poujadistes, CNIP, gaullistes déçus) rejoignent l’équipe de campagne : c’est notamment le cas de Philippe Marçais, Jean-Robert Thomazo, Jean-Baptiste Biaggi, Alain de Lacoste-Lareymondie ou Jean Dides.

### Scrutins de 1965
Les Comités TV présentent des candidats aux élections municipales de mars 1965 à Paris.
Lors de l’élection présidentielle de décembre, Jean-Louis Tixier-Vignancour arrive en quatrième position au premier tour, avec 5,20 % des suffrages exprimés, réalisant ses meilleurs scores dans le Midi, où vivent de nombreux pieds-noirs ayant dû quitter l’Algérie, le Var lui accordant même 14 %. Résolument antigaulliste en raison de la politique algérienne du Général, le candidat d’extrême droite appelle à voter au second tour pour le représentant de l’union de la gauche, François Mitterrand, une consigne qui divise ses partisans.

### ARLP, déclin et disparition
Lors du congrès national de janvier 1966, Tixier-Vignancour et des personnalités telles que Raymond Le Bourre, Raymond Bourgine ou Jean-Robert Thomazo transforment les Comités TV en Alliance républicaine pour les libertés et le progrès (ARLP), qui entend défendre « des doctrines de liberté et de progrès […] conformément à l'esprit de la civilisation occidentale »,. Jean-Marie Le Pen n’y prend pas part, reprochant notamment à Tixier-Vignancour un manque d’autorité politique et son appel à voter pour Mitterrand au scrutin présidentiel,,. Roger Holeindre, François Brigneau, Dominique Venner font de même, tandis que les composantes d’Europe-Action annoncent leur départ pour lancer le Mouvement nationaliste du progrès (MNP).
Les défections se multiplient dans les années qui suivent. Devenu secrétaire général du parti en 1967, Raymond Le Bourre se brouille avec Jean-Louis Tixier-Vignancour et quitte rapidement ses fonctions. En 1968, Yvan Anchier crée l'Union pour le progrès et les libertés (UPL), s'opposant au rapprochement de Tixier-Vignancour avec la majorité. À son tour secrétaire général, Gaston de Sansac démissionne en 1971 pour fonder l'Alliance républicaine indépendante et libérale (ARIL).
En 1973, l'ARLP quitte la majorité gaulliste. L'année suivante, Tixier-Vignancour propose sa fusion avec les Républicains indépendants de Valéry Giscard d'Estaing et le Centre démocrate de Jean Lecanuet.

## Idéologie
Classés à l’extrême droite de l’échiquier politique français, les Comités Tixier-Vignancour regroupent des partisans de l’Algérie française, nationalistes, antigaullistes et anticommunistes.

### Banques de données, dictionnaires et encyclopédies
- Notices d'autorité :   - VIAF
  - BnF (données)